# Novembre 1865

## Événements
- 19 novembre : Jules Garnier découvre du nickel en Nouvelle-Calédonie.

- 26 novembre : combat naval de Papudo lors de la guerre hispano-sud-américaine.

## Naissances
- 2 novembre : Warren G. Harding, futur président des États-Unis († 2 août 1923).
- 11 novembre : Joseph Ravaisou, peintre français († 22 décembre 1925).
- 17 novembre : John Stanley Plaskett, astronome.
- 25 novembre : Marie Louis Joseph Vauchez, militaire français († 3 septembre 1903).
- 29 novembre : Soledad Gustavo, intellectuelle espagnole († 5 février 1939).

## Décès
- 1er novembre : John Lindley, botaniste britannique (° 8 février 1799).
- 3 novembre : Jules Grużewski, insurgé polonais (° 8 février 1808).